# Imperatorowa
Imperatorowa (The Scarlet Empress) – amerykański melodramat historyczny z 1934 roku, wyreżyserowany przez Josefa von Sternberga.

## O filmie
Imperatorowa to film poświęcony życiu rosyjskiej imperatorki Katarzyny II Wielkiej. Scenariusz produkcji oparto na treści pamiętników, jakie pisała władczyni. W roli głównej pojawiła się Marlene Dietrich, a Katarzynę II w młodości zagrała córka gwiazdy, dziesięcioletnia wówczas Maria Riva.
Na początku 1934 roku powstał inny film dotyczący imperatorki Katarzyny II, The Rise of Catherine the Great, wyprodukowany przez Alexandra Kordę. Z tego względu premierę Imperatorowej w USA przesunięto o kilka miesięcy.
Produkcja okazała się porażką kasową, choć obecnie jest oceniana wysoko przez krytyków filmowych.

## Obsada
- Marlene Dietrich jako Katarzyna II Wielka
- John Davis Lodge jako Aleksy Razumowski
- Sam Jaffe jako Piotr III Romanow
- Louise Dresser jako Elżbieta Romanowa
- C. Aubrey Smith jako książę August
- Gavin Gordon jako kapitan Gregori Orloff
- Olive Tell jako księżniczka Joanna